# 하타이스포르
하타이스포르 쿨뤼뷔(튀르키예어: Hatayspor Kulübü)는 아타카슈 하타이스포르(튀르키예어: Atakaş Hatayspor)라고도 알려져 있는 튀르키예의 프로 축구 클럽으로, 튀르키예 하타이주 안타키아를 연고로 하고 있다. 현재 TFF 1. 리그에 소속되어 있다.

## 역사
2023년 튀르키예-시리아 지진 중 첫 번째 지진이 발생했을 때, 안타키아에 있는 클럽의 숙소가 무너져 선수들과 스태프들이 갇혔다. 사망한 선수 크리스천 아추와 2023년 2월 21일, 시신이 발견된 스포츠 디렉터 타네르 사부트를 제외한 모든 선수들이 구조되었다. 지진 이후 클럽은 리그에서 탈퇴했다. 탈퇴의 상황으로 인해 2023-24년 시즌 리그에 다시 참가할 수 있게 되었다.

## 선수 명단

### 현역
참고: FIFA 자격 규정에 따라 소속된 국가대표팀 국기를 표시합니다. 선수는 복수의 FIFA 비회원국 국적을 가지고 있을 수 있습니다.
| 번호 | 포지션 | 국적        | 이름                  |
| ---- | ------ | ----------- | --------------------- |
| 3    | DF     | 카메룬      | 가이 킬라마           |
| 5    | MF     |             | 괴르켐 자글람         |
| 8    | MF     | 콩고 공화국 | 샹드렐 마상가         |
| 10   | FW     |             | 카를로스 스트란드버그 |
| 12   | GK     | 코소보      | 비사르 베카이         |
| 14   | FW     | 포르투갈    | 후이 페드로           |

| 번호 | 포지션 | 국적     | 이름              |
| ---- | ------ | -------- | ----------------- |
| 31   | DF     |          | 오구잔 마투르     |
| 77   | MF     | 포르투갈 | 조엘슨 페르난데스 |
| 99   | FW     | 온두라스 | 리고베르토 리바스 |